# Oediopalpa gibbula
Oediopalpa gibbula es una especie de insecto coleóptero de la familia Chrysomelidae.
Fue descrita científicamente en 1948 por Uhmann.